# Hockeria canariensis
Hockeria canariensis is een vliesvleugelig insect uit de familie bronswespen (Chalcididae). De wetenschappelijke naam is voor het eerst geldig gepubliceerd in 1883 door Kirby.